# Walter Lienhard
Walter Lienhard (n. 15 mai 1890, Olten, Cantonul Solothurn, Elveția – d. 1973) a fost un trăgător de tir ce a reprezentat Elveția, medaliat olimpic. A participat la o ediție a Jocurilor Olimpice (1920) în care a câștigat o medalie de bronz.